# Kai Jones
Kai Martinez Jones (Nassau, 19 de janeiro de 2001) é um jogador bahamense profissional de basquete que atualmente joga no Los Angeles Clippers na National Basketball Association (NBA) e no San Diego Clippers da G-League.
Ele jogou basquete universitário pela Universidade do Texas e foi selecionado pelo New York Knicks como a 19º escolha geral no Draft da NBA de 2021. Ele foi imediatamente negociado com os Hornets

## Primeiros anos
Nascido em Nassau, Bahamas, Jones se mudou para os Estados Unidos quando tinha 11 anos. Antes do ensino médio, ele retornou ao seu país de origem na esperança de seguir uma carreira no salto em distância. Aos 15 anos, Jones jogou basquete organizado pela primeira vez, sendo atraído pelo esporte depois de um surto de crescimento.

## Carreira no ensino médio
No verão de 2017, Jones participou do Basquete Sem Fronteiras realizado pela National Basketball Association (NBA) em Nassau. Naquele ano, ele trabalhou e recebeu conselhos do melhor recruta do ensino médio Deandre Ayton em sua cidade natal. Como resultado, Jones se inspirou para jogar basquete nos Estados Unidos. Para a temporada de 2017-18, ele se matriculou na Orlando Christian Prep em Orlando, Flórida. Ele foi companheiro de equipe dos recrutas de cinco estrelas, Nassir Little e C. J. Walker, e ajudou a equipe a vencer o Campeonato Estadual Classe 3A da Florida High School Athletic Association (FHSAA). No ensino médio, Jones acordava às 4h45 todos os dias para treinar e jogar basquete depois da escola. Ao mesmo tempo, ele viu o sucesso acadêmico, graduando-se com uma média de 4,2 pontos e com as maiores honrarias.
No verão de 2018, Jones participou do NBA Global Camp em Treviso, Itália. Após seu último ano, ele jogou uma temporada de pós-graduação na Brewster Academy em Wolfeboro, New Hampshire. Em março, ele ajudou a escola a vencer o Campeonato Nacional dos EUA.

### Recrutamento
Em 15 de outubro de 2018, Jones se comprometeu a jogar basquete universitário pela Universidade do Texas. Ele rejeitou as ofertas de Arizona, Kansas e Oregon.
| Nome | Cidade Natal                                              | Escola                | Altura              | Peso           | Data                  |
| --- | --------------------------------------------------------- | --------------------- | ------------------- | -------------- | --------------------- |
| Kai Jones C | Nassau, Bahamas                                           | Brewster Academy (NH) | 6 ft 10 in (2.08 m) | 205 lb (93 kg) | 15 de Outubro de 2018 |
| Kai Jones C | Recrutamento: Rivals: 247Sports: ESPN: ESPN grade: 88/100 |                       |                     |                |                       |
| Rankings: Rivals: 59º \| 247Sports: 49º \| ESPN: 53º |                                                           |                       |                     |                |                       |
| - Nota: Em muitos casos, Scout, Rivals, 247Sports e ESPN podem entrar em conflito em suas listas de altura e peso, nestes casos, a média foi obtida. - Fonte: |                                                           |                       |                     |                |                       |

## Carreira universitária
O treinador da Universidade do Texas, Shaka Smart, disse que Jones tinha a melhor ética de trabalho de qualquer homem que ele treinou. Apesar disso, Jones lutou para conseguir tempo de jogo no início de sua temporada de calouro e viu esse tempo aumentar gradualmente. Como calouro, Jones teve médias de 3,6 pontos e 3,2 rebotes.
Em 26 de janeiro de 2021, ele registrou seu primeiro duplo-duplo com 15 pontos e 10 rebotes em uma derrota por 80-79 para Oklahoma. Jones foi nomeado o Sexto Homem do Ano da Big 12. Em seu segundo ano, ele teve médias de 8,8 pontos e 4,8 rebotes. Em 24 de março de 2021, Jones se declarou para o Draft da NBA de 2021.

## Carreira profissional

### Charlotte Hornets (2021–2023)
Jones foi selecionado pelo New York Knicks como a 19ª escolha geral no draft da NBA de 2021. Ele foi imediatamente negociado com o Charlotte Hornets. Em 3 de agosto, ele assinou um contrato de 4 anos e US$13.4 milhões com os Hornets.
Em 30 de setembro de 2023, os Hornets anunciaram que Jones não participaria do campo de treinamento e não forneceram um prazo para seu retorno à equipe. A decisão veio após Jones exibir um comportamento estranho nas redes sociais, que incluiu críticas aos seus companheiros de equipe, fala incoerente e declarações de ser o maior jogador de basquete de todos os tempos.
Em 9 de outubro de 2023, Jones solicitou publicamente uma troca e dois dias depois, ele foi dispensado pelos Hornets. Nenhum time reivindicou sua dispensa, tornando-o um agente livre. Ele teve média de 2,7 pontos em 9,1 minutos durante suas duas temporadas com os Hornets.

### Delaware Blue Coats (2024)
Em 15 de março de 2024, Jones assinou um contrato de 10 dias com o Philadelphia 76ers. No entanto, ele só jogou pelo Delaware Blue Coats, afiliado dos 76ers na G-League.

### Los Angeles Clippers (2024–Presente)
Em 14 de abril de 2024, Jones assinou pelo restante da temporada com o Los Angeles Clippers. Em 9 de julho, ele renovou com os Clippers e em 19 de outubro, seu contrato foi convertido em um contrato de duas vias.

## Carreira na seleção
Jones foi membro da Seleção Bahamense no Centrobasket Sub-17 de 2017 na República Dominicana. Sua equipe terminou em sétimo lugar entre oito equipes.

## Estatísticas da carreira

### NBA

#### Temporada regular
| Ano      | Equipe    | PJ | PT | MPJ  | AP   | 3P   | LL   | RT  | AS | BR | TO | PPJ |
| -------- | --------- | -- | -- | ---- | ---- | ---- | ---- | --- | -- | -- | -- | --- |
| 2021–22  | Charlotte | 21 | 0  | 3.0  | .643 | .500 | .375 | .5  | .2 | .0 | .1 | 1.0 |
| 2022–23  | Charlotte | 46 | 0  | 12.0 | .558 | .211 | .731 | 2.7 | .3 | .4 | .7 | 3.4 |
| Carreira | Carreira  | 67 | 0  | 7.5  | .600 | .355 | .552 | 1.6 | .2 | .2 | .3 | 2.2 |

### Universitário
| Ano      | Equipe   | PJ | PT | MPJ  | AP   | 3P   | LL   | RT  | AS | BR | TO  | PPJ |
| -------- | -------- | -- | -- | ---- | ---- | ---- | ---- | --- | -- | -- | --- | --- |
| 2019–20  | Texas    | 27 | 10 | 16.7 | .500 | .292 | .636 | 3.2 | .4 | .5 | 1.1 | 3.6 |
| 2020–21  | Texas    | 26 | 4  | 22.8 | .580 | .382 | .689 | 4.8 | .6 | .8 | .9  | 8.8 |
| Carreira | Carreira | 53 | 14 | 19.7 | .540 | .336 | .662 | 4.0 | .5 | .6 | 1.0 | 6.2 |

Fonte: